# Valérie Dréville
Valérie Dréville, född 10 mars 1962 i Boulogne-Billancourt, Île-de-France, är en fransk skådespelerska.

## Roller i urval
- 1980 – Min farbror från Amerika
- 1983 – Förnamn Carmen
- 1992 – La Sentinelle
- 2011 – Elle
- 2022 – Saint Omer